# Ecclesia in Oceania
Ecclesia in Oceania (česky Církev v Oceánii) je postsynodální apoštolská exhortace papeže Jana Pavla II., která byla zveřejněna 22. listopadu 2001 po zvláštním shromáždění biskupské synody pro Oceánii v roce 1998. Exhortace nastiňuje rámcový program evangelizace tohoto rozsáhlého kontinentu, který zahrnuje tisíce ostrovů, Austrálii a Nový Zéland. Papež analyzoval sociální a náboženskou situaci Oceánie.
Tato exhortace byla prvním papežským dokumentem, který byl oficiálně zaslán e-mailem. Papež k tomuto účelu použil notebook.
Ecclesia in Oceania byla podepsána 22. listopadu 2001 a byla nejdůležitějším dokumentem 24. roku pontifikátu polského papeže.

## Hlavní témata
- Víra misionářů a přistěhovalců
- Budování sjednocené komunity
- Povolání k misii
- Inkulturace
- Potřeba nové evangelizace
- Osvobození a pomoc rozvoji
- Péče o povolání a naděje